# Tjurholmen
För andra betydelser, se Tjurholmen (olika betydelser).

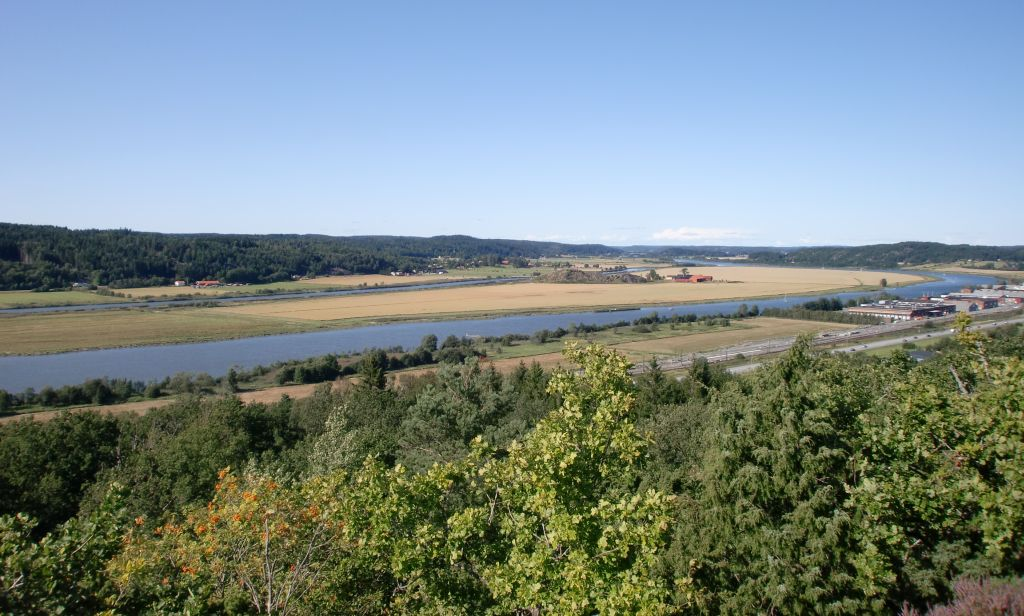
Vy mot norr över ön Tjurholmen i Göta älv, från fornborgen Ranneberget i södra Älvängen.

Tjurholmen är Göta älvs näst största naturliga ö (bara Hisingen är större). Den långsträckta, cirka 4,8 km långa ön är belägen i Kungälvs kommun, Romelanda socken i höjd med samhället Älvängen i Ale kommun. Förutom en cirka 10 meter hög klippa ungefär mitt på ön består den av låglänta madmarker. Dess södra del är ett naturreservat och förbjudet att beträda mellan 15 mars och 15 juli. På ön finns också en gård med samma namn. Tjurholmen är förbunden med fastlandet på Bohuslänssidan med en lågbro över den västra älvfåran. Farleden för fartygstrafiken på älven går därför idag bara i den östra älvfåran.

## Händelser med anknytning till Tjurholmen
Då ön precis som övriga Bohuslän tillhörde Norge före 1658, var Göta älv riksgräns mellan Sverige och Norge. Tjurholmen hade då roller som neutral mötesplats, eller militär stödjepunkt.
- Den 17 mars 1303 träffades den norske kungen Håkon Magnusson och den svenske Birger Magnusson, son till Magnus Ladulås, på Tjurholmen för att sluta fördrag om var gränsen mellan deras riken skulle gå.
- I juli 1657 förekom stridshandlingar på och runt Tjurholmen då befälhavaren i södra Norge, generalmajor Iver Krabbe, startade den så kallade Krabbefejden och hade mindre befästningar på ön.
- Under Gyldenlövefejden 1676–1679 fanns ett svenskt härläger på ön.
- I samband med passagerartrafiken på Göta älv grundstötte ångfartyget Tessin den 30 september 1911 i mörker och dimma vid Tjurholmen. Efter ca 20 minuter sjönk fartyget i älven och 6 personer omkom. Fartyget bärgades senare.
- I samband med utbyggnaden av E45  och Norge-Vänernbanan mellan Göteborg och Trollhättan placerades en referensstation för  satellitpositionering på Tjurholmens klippa under våren 2009.[1]

### Övriga referenser
1. ↑  Lindberg, Sven-E. ”Grönbete på Tjurholmen-med satellitkoll i kohagen”. Banaväg i väst 1/2009. Vägverket. Arkiverad från originalet den 23 augusti 2010. https://web.archive.org/web/20100823195910/http://www22.vv.se/filer/53718/BanaV%C3%A4g_projekttidning_1_09.pdf. Läst 14 juni 2016.